# 繼母的拖油瓶是我的前女友
《繼母的拖油瓶是我的前女友》（簡稱）是紙城境介所著的日本輕小說。2017年8月起於KAKUYOMU連載網路版，2018年12月起由KADOKAWA旗下的角川Sneaker文庫發行文庫版，由TakayaKi（たかやKi）擔綱插畫，出版至今共12卷。《這本輕小說真厲害！2020》文庫類別第7位，新作類別第3位。截至2022年6月，系列累積發行逾65萬本。改編電視動畫於2022年7月6日至9月21日播映，動畫製作公司是project No.9。

## 故事簡介
伊理戶水斗曾在國二到國三的時光交過名為綾井結女的女朋友。水斗如此形容他的初戀：「這個老天爺設下的陷阱。換言之就是命運。」後來因為彼此性格不合而在國中畢業時分手了。兩人本以為就這樣到此為止。為了避開對方而選擇沒甚麼人報考的私立名校，結果卻事與願違地雙雙考上同一高中。厄運到此還沒結束——因為各自的父母再婚，更成為彼此的家人。兩個星期前分手的前女友綾井結女，居然變成了同姓的家人伊理戶結女，與前女友成為家人的喜劇就此揭幕。

## 登場人物
如無註明，均為電視動畫的聲優。

### 主角
伊理戶結女（聲：古賀葵（宣傳片、廣播劇CD）／日高里菜（電視動畫））
本作女主角。舊姓綾井。水斗的前女友。與水斗在初中二年級的暑假在圖書館相識，其後結為情侶。於一年多後畢業時與水斗分手，並相互結怨。父母離異，初中畢業前跟母親同住。畢業後，母親由仁跟水斗的父親峰秋再婚，因而成為水斗沒有血緣關係的姐姐／妹妹，住在一起生活，朝夕相見。
興趣是看書，只喜歡看推理小說，尤其偏好本格推理派，認為推理小說都應跟從推理小說十誡。初中時為短髮，並刻意留長瀏海。分手後升上高中時，一改初中時的樸素且怕生的形象，成功「高中出道」轉型為美少女。學業成績很好，以特待生身分考進私立名校高中，入學後成績位居全級第一。
對水斗的情感非常複雜。兩人在剛成為情侶時非常恩愛，但後來自己嘗試改變內向的性格，交上了其它朋友，卻引起水斗的忌妒而產生矛盾，又在不成熟的心態下使分歧加劇，最終走向破裂。而對方成為家人後，漸漸了解了他不同的一面。在東頭身上看到與自己相似的不自信，所以鼓勵她勇敢告白，本是希望能藉此讓自己了無牽掛，卻藉由水斗的回絕，得知自己依舊留在他的內心，自己感到難以理解的高興。在暑假前往水斗老家時，在圓香的開導下，發覺自己其實一直在逃避自己的感情，承認自己再度喜歡上水斗，決定以「伊理戶結女」的身分超越依舊留在他心中的「綾井結女」。
伊理戶水斗（聲：上村祐翔（宣傳片、廣播劇CD）／下野紘（電視動畫））
本作男主角。結女的前男友，也是她沒有血緣關係的哥哥／弟弟。母親在生下自己之後不久過世，因此從未接觸過自己的母親，初中畢業前跟父親同住。自幼喪母的水斗對沒有母親一事早已接受，無法理解別人對他「失去母親的同情」與「平安誕生的慶幸」，因為他從不覺得自己可憐，所以對說這些話語中的憐憫無法共鳴，進而討厭那些莫名同情他的人。久而久之，養成了孤高、不愛交流的性格。
興趣與結女一樣也是看書，不同的是，他任何種類的小說都會看，自稱濫讀派。雖然平時不在意外貌打扮，但五官仍然十分端正。跟結女一樣學業成績很好，同樣以特待生身分考進同一私立名校，入學後成績位居全級第二，僅在結女之下。水斗屬於天才型資優生，平時温習結束後，就會將時間花費在看書上，即便在考試前也不會特別用功。曾因為顧慮結女，在故意在最擅長的科目上讓了十分，但反而引起結女的憤怒，後來憑藉一夜努力，最終以三分之差超過結女，一度取得年級第一。
對結女的情感非常複雜。兩人在剛成為情侶時非常恩愛，但後來結女嘗試改變自己內向的性格，交上了其它朋友，自己因心生忌妒而產生矛盾，又在不成熟的心態下使分歧加劇，最終走向破裂。即使如此，內心依舊為其留有一席之地，甚至為此拒絕東頭的告白，只為不讓結女難過。

### 學校同學
南曉月（聲：高田憂希（廣播劇CD）／長谷川育美（電視動畫））
結女和水斗的同學。結女在學校裏最要好的朋友。性格開朗，擅長運動，身材嬌小，常被水斗稱為「小動物系女子」。川波的青梅竹馬鄰居兼前女友。
依賴心很重，又由於有著強烈的奉獻精神與佔有慾，對於要好的對象會變的很纏人，還會隨時間變得越來越過激，到最後常常變得一發不可收拾的地步。一開始非常喜歡結女，曾因此向水斗提出「請和我以結婚為前提而交往」，想藉著與水斗結婚便可以和結女成為義姊妹，還做出過入侵住宅等跟蹤狂行為，後來才在川波的干涉下有所緩和。
小時候曾經與川波十分要好，在國中三年級時一度成為男女朋友。後來因為太黏川波，不懂拿捏兩人的距離，幾乎不給他私人空間，導致川波壓力過大而胃穿孔住院，最後令川波跟她分手。自此與川波的感情決裂、厭惡彼此，但內心深處也對他有著強烈的罪惡感，對自己的缺點也有所自覺，一直在努力改善自己的行為。直到在結女和水斗的安排下，兩人有了敞開心扉的交流機會，關係才有所緩解。
川波小暮（聲：畠中祐（廣播劇CD）／岡本信彥（電視動畫））
結女和水斗的同學。對戀愛貫徹「ROM」（Read Only Member，只讀不回）主義，只旁觀他人的戀情，自己並不打算談戀愛。在認識水斗和結女後，開始守望他們的情感。
曾跟曉月交往，但對方以溺愛寵物般的照料方式造成極大的壓力，最終導致他胃穿孔住院。在曉月探病時，一股腦地將累積的不滿與憤怒傾瀉而出，將她痛罵到崩潰痛哭，從此感情決裂。事後留下嚴重的心理創傷，甚至現在一旦接觸到別人對他的好感，身體就會出現如同過敏反應的蕁麻疹，這也是他抱持戀愛ROM主義的原因。雖然現今和曉月已經形同陌路，但還是會時不時去關心她，有時會替曉月收拾家裡。內心對於當時痛罵曉月的事有著自己做過火的愧疚感，也不希望兩人過往的美好回憶，僅因一次失敗的戀愛就被全部否定。直到在結女和水斗的安排下，兩人有了敞開心扉的交流機會，關係才有所緩解。
東頭伊佐奈（聲：花守由美里（廣播劇CD）／富田美憂（電視動畫））
第2卷初次登場。喜歡看輕小說的宅女，性格看似活潑，但實際上很內向，行事非常我行我素，完全不懂得配合別人，結果因為無法融入群體而漸漸變得怕生。胸部很大。由於興趣相近而與水斗一拍即合，成為意氣相投的好友，兩人常常在放學後一起在圖書館流連。
一開始自認為與水斗是純粹的異性朋友關係，但被曉月和結女從一些反應看出她對水斗有超越友情的好感，而本人因為沒有戀愛經驗而毫無自覺。後被兩人提點後才發覺，並被慫恿向水斗告白，但是水斗以「我內心已經被某人填滿」為理由拒絕。雖然告白失敗，但仍然跟水斗保持良好的朋友關係。也因為認為自己已經被拒絕，所以不用再顧忌，對他的言行更加開放，時常對水斗開起輕小說類型的黃腔。由暑假起常常到水斗的房間一起看書和看電影，他們的互動親密得甚至讓他人以為兩人正在交往。
紅鈴理
高中二年級生。在第6卷初次登場時為學生會副會長，也擔任文化祭執行委員長，後繼任學生會會長。成績位居全級第一的天才少女，成績即使放眼整個校史也是第一。第一人稱為，興趣是角色扮演。喜歡羽場丈兒，因為他讓曾經不可一世的自己知道，被他人稱為才女的自己還有平凡的一面。雖然對丈兒的追求方式非常大膽，幾乎和色誘沒兩樣，但其實毫無戀愛經驗。
羽場丈兒
第6卷初次登場。高中二年級生。學生會財務。具有敏銳的觀察力，即便不直接交流也能解析出他人的性格。存在感薄弱，自我評價過低，覺得自己只是個背景板般的路人，配不上紅鈴理，所以極力抗拒她的追求。
明日葉院蘭
第7卷初次登場。高中一年級生。學生會庶務。成績位居全級第三，一直屈居在結女、水斗之下，也因此視結女為對手。身形嬌小，卻胸部很大。因為「院蘭」的讀音跟「淫亂」相同，討厭被連名帶姓稱呼。小時候常被男生拿這一點來嘲笑，這導致她對男性有厭惡情緒，繼而討厭戀愛話題。十分仰慕鈴理，會加入學生會也是為了她。
亞霜愛沙
第7卷初次登場。高中二年級生。學生會副會長。身材看似凹凸有致，其實是用了胸墊。暗戀前會長星邊遠導，常常藉由戲弄他來吸引注意，看似得心應手，但其實沒有戀愛經驗，過了一年還是沒有任何進展。
星邊遠導
第7卷初次登場。高中三年級生。前學生會會長。因已獲得大學學位推薦，而常到學生會會室流連。

### 家人
伊理戶峰秋（聲：興津和幸）
水斗的親生父親，也是結女的繼父。雖然平常在水斗與結女面前兩人表現得交往平淡，私底下相處卻像是高中傻瓜情侶一般。
伊理戶由仁（聲：茅野愛衣）
結女的親生母親，也是水斗的繼母。
伊理戶河奈
水斗的親生母親。體質十分虛弱，在生下水斗之後不久就離開了人世。
種里圓香（聲：日笠陽子）
第4卷初次登場。水斗的再從堂姐，竹馬的姐姐。大學生。被結女評價為「全身上下都散發出一股舊書店店員氣質的人」。水斗幼稚園時經常照顧水斗。從與結女的談話中得知，結女對水斗抱有好感，在結女有戀愛煩惱時給予建議，並特意製造機會給水斗與結女獨處。
種里竹真（聲：佐藤日向）
第4卷初次登場。水斗的再從堂弟，圓香的弟弟。十分怕生，結女覺得他是「像可愛的迷你版水斗」。暗戀結女，在了解到結女與水斗在神社發生的事情後，難過的落下眼淚。
伊理戶夏目（聲：吉田美保）
水斗的祖母，峰秋的母親，由仁的婆婆。舊姓種里。住在鄉下非常大的宅邸。
種里候介
水斗的曾外祖父，峰秋的外祖父，已過世。曾因第二次世界大戰而成為西伯利亞滯留者，有過與小說《舞姬》情節類似的經歷。作為懺悔，寫下並自費出版自傳《西伯利亞的舞姬》（シベリアの舞姫）。水斗在年幼時讀過之後大受感動，成為他閱讀愛好的起源，至今每年回故鄉時一定會再讀一次。
慶光院涼成
第9卷初次登場。結女的親生父親。得知水斗與結女的關係，但由於自己的想法無法給由仁幸福而離婚，因此提醒水斗注意性格這點。

## 創作
作者紙城境介自認擅長描寫吵架情侶（ケンカップル），故在想新故事時從吵架情侶的兩種形態入手。一種是相愛但不能在一起的「羅密歐與朱麗葉型」，另一種是不相愛卻要在一起的「偽戀型」。紙城比較喜歡後者的「偽戀型」，然後想出「身為前男女朋友」為不相愛的理由，「身為義兄弟姊妹」為要在一起的理由。本作其中一個特點是會以不同角色為第一人稱描寫故事。根據紙城所講，有很多戀愛喜劇漫畫會以女主角為第一身來寫。他本身也認為戀愛喜劇從女主角視點看會比較有趣，故沒有理由不這樣做。另外，因為這部輕小說本來是一卷就完結，像是短篇般突然寫下的作品，所以原本沒有能夠寫下去的計劃，在得到讀者支持的情況下才能繼續寫下去。
男女主角的名字「水斗」和「結女」來自水和油（油字和結字同音）。姓氏「伊理戶」、「綾井」、「東頭」和「種里」分別來自推理小說作家柯南·道爾（道爾的日文重新排列後跟近音）、綾辻行人（僅取了綾字）、西尾維新（東、頭的相反詞）和艾勒里·昆恩（從二人組的個人筆名「丹奈」（ダネイ）和「李」（リー）抽出，即為種里）。男女配角的姓氏「川波」和「南」則沒有特別出處。在第6、7卷初次登場的學生會成員名字同樣取自知名作家。
紙城將男女主角的生日定為11月3日。11和3都是質數，寓意「想要分割也分割不開來」。

## 出版書籍

### 輕小說
| 卷數 | KADOKAWA | KADOKAWA      | KADOKAWA                                                           | 台灣角川                 | 台灣角川       | 台灣角川                                               |
| 卷數 | 副標題   | 發售日期      | ISBN                                                               | 副標題                   | 發售日期       | ISBN/EAN                                               |
| ---- | -------- | ------------- | ------------------------------------------------------------------ | ------------------------ | -------------- | ------------------------------------------------------ |
| 1    |          | 2018年12月1日 | ISBN 978-4-04-107684-2                                             | 過去的戀情不肯結束       | 2020年8月20日  | ISBN 978-957-743-942-0                                 |
| 2    |          | 2019年5月1日  | ISBN 978-4-04-108255-3                                             | 即使不再是戀人           | 2021年4月22日  | ISBN 978-986-524-360-9                                 |
| 3    |          | 2019年12月1日 | ISBN 978-4-04-108264-5                                             | 青梅竹馬還是算了吧       | 2021年8月6日   | ISBN 978-986-524-627-3                                 |
| 4    |          | 2020年4月1日  | ISBN 978-4-04-109164-7                                             | 初吻宣戰                 | 2021年10月6日  | ISBN 978-986-524-890-1                                 |
| 5    |          | 2020年9月1日  | ISBN 978-4-04-109165-4 ISBN 978-4-04-109540-9 （附廣播劇CD特裝版） | 世界上獨一無二的你       | 2022年2月10日  | ISBN 978-626-321-115-5 EAN 471-351-013-944-8（特裝版） |
| 6    |          | 2021年2月1日  | ISBN 978-4-04-111043-0                                             | 那時沒能說出口的六句話   | 2022年5月12日  | ISBN 978-626-321-429-3                                 |
| 7    |          | 2021年7月30日 | ISBN 978-4-04-111044-7                                             | 但願此刻暫時停留         | 2022年7月28日  | ISBN 978-626-321-594-8                                 |
| 8    |          | 2022年2月1日  | ISBN 978-4-04-111953-2                                             | 該讓我見識你的全力了     | 2022年10月24日 | ISBN 978-626-321-854-3                                 |
| 9    |          | 2022年7月1日  | ISBN 978-4-04-111954-9                                             | 只有求婚還不夠           | 2023年5月25日  | ISBN 978-626-352-529-0                                 |
| 10   |          | 2023年4月1日  | ISBN 978-4-04-113458-0                                             | 只要能伸出手，妳就在那裡 | 2023年11月22日 | EAN 471-128-961-609-2（特裝版） ISBN 978-626-378-160-3 |
| 11   |          | 2023年12月1日 | ISBN 978-4-04-114276-9                                             | 反正妳不會懂             | 2024年12月23日 | ISBN 978-626-400-951-5                                 |
| 12   |          | 2024年11月1日 | ISBN 978-4-04-115070-2                                             |                          |                |                                                        |

第7卷收錄了同屬角川Sneaker文庫戀愛喜劇作品《不時輕聲地以俄語遮羞的鄰座艾莉同學》的短篇故事，在同日出版的《不時輕聲地以俄語遮羞的鄰座艾莉同學》第2卷亦收錄了本作的短篇故事《不時在LINE上害羞的前女友結女同學》（時々ポコッとLINEでデレる元カノの結女さん）。

### 漫畫
| 卷數 | KADOKAWA      | KADOKAWA               | 青文出版      | 青文出版              |
| 卷數 | 發售日期      | ISBN                   | 發售日期      | ISBN                  |
| ---- | ------------- | ---------------------- | ------------- | --------------------- |
| 1    | 2019年12月9日 | ISBN 978-4-04-073393-7 | 2022年11月3日 | ISBN 978-626-340210-2 |
| 2    | 2020年7月9日  | ISBN 978-4-04-073715-7 | 2023年5月25日 | ISBN 978-626-340837-1 |
| 3    | 2021年5月8日  | ISBN 978-4-04-074057-7 | 2023年8月7日  | ISBN 978-626-362021-6 |
| 4    | 2022年5月9日  | ISBN 978-4-04-074461-2 | 2024年2月29日 | ISBN 978-626-362850-2 |
| 5    | 2022年12月9日 | ISBN 978-4-04-074782-8 | 2024年10月2日 | ISBN 978-626-399462-1 |
| 6    | 2023年7月7日  | ISBN 978-4-04-075054-5 | 2025年5月29日 | ISBN 978-626-422561-8 |
| 7    | 2024年1月9日  | ISBN 978-4-04-075273-0 |               |                       |
| 8    | 2024年7月9日  | ISBN 978-4-04-075524-3 |               |                       |
| 9    | 2025年1月9日  | ISBN 978-4-04-075750-6 |               |                       |
| 10   | 2025年7月9日  | ISBN 978-4-04-075916-6 |               |                       |

## 迴響
本作在KAKUYOMU戀愛喜劇類別累計排名第一。本作在第3屆KAKUYOMU Web小說比賽（カクヨムWeb小説コンテスト）中獲得戀愛喜劇類別大獎。
本作文庫版在《這本輕小說真厲害！》2020年度文庫類別排名第7位、新作類別排名第3位，2021年度文庫類別排名第5位，2022年度文庫類別排名第11位。截至2019年12月，系列累積發行逾10萬本。截至2020年9月，第1卷和第2卷分別再版至第12版和第10版。截至2020年11月，系列累積發行逾30萬本。截至2021年7月，系列累積發行逾45萬本。截至2022年1月，系列累積發行逾50萬本。
據台灣角川Facebook專頁所講，在台灣角川宣布將會代理《繼母的拖油瓶是我的前女友》之前，該專頁「幾乎每周都能收到數則私訊詢問何時出版（中文代理版本）」。

## 電視動畫
2021年7月21日，宣布本作正在進行動畫化企劃。
2022年1月24日，在官方Twitter預告將於三天後的1月27日中午12時左右公佈有關動畫化企劃的新消息。當日宣佈改編電視動畫將於2022年首播，並公開前導視覺圖、前導宣傳片、主要製作人員和聲優陣容；男女主角分別由下野紘和日高里菜聲演，動畫製作公司為project No.9。前導宣傳片在YouTube的觀看次數在3月22日突破200萬次。4月26日，宣佈將於7月首播，公佈三名配角的聲優，並公開主視覺圖和正式宣傳片。6月2日，宣佈將於7月6日首播。

### 製作人員
- 原作：紙城境介
- 人物原案：TakayaKi
- 導演：柳伸亮
- 系列構成：赤尾凸
- 人物設定：佐藤勝行
- 動作監督：和田大
- 道具設計、道具監督：北山景子
- 美術監督：葛琳
- 美術設定：高橋麻穗
- 色彩設計：
- 攝影監督：川田哲矢、村山琴實
- CG監督：齋藤威志
- 編輯：渡邊千波
- 音響監督：立石彌生
- 音響製作：Bit grooove promotion
- 音樂：水谷廣實
- 音樂製作：波麗佳音、APDREAM
- 音樂製作人：野島鐵平、山田公平
- 總製片人：川村仁、萬木壯
- 製片人：前田健太、木田泰成、西啟、野島鐵平、外川明宏、岡村武真、福井詔雄、飯塚彩、尾山仁康、大森慎司、小澤文啟、下梶谷敦、高篠秀一、山田公平
- 監製：轟豐太、Happinet Phantom Studios
- 動畫製作人：糀谷智司
- 動畫製作：project No.9[3][4]
- 製作：製作委員會

### 主題曲
片頭曲天津四與角宿一
主唱：DIALOGUE+，作詞、作曲：田淵智也，編曲：堀江晶太
片尾曲兩個皮諾丘
主唱：harmoe，作詞：中村彼方，作曲、編曲：Tomggg、KiWi

### 集數列表
| 集數 | 標題                                          | 編劇     | 分鏡               | 演出       | 作畫監督                                                       | 總作畫監督 | 首播日期      |
| ---- | --------------------------------------------- | -------- | ------------------ | ---------- | -------------------------------------------------------------- | ---------- | ------------- |
| #1   | 不想稱呼為前情侶「就是這種地方討人厭」        | 赤尾凸   | 柳伸亮             | 佐藤光敏   | 新海翔斗、洪範錫                                               | 佐藤勝行   | 2022年 7月6日 |
| #2   | 前情侶照顧病人日「聽說是燒到38度」            | 杉澤悟   | 石倉敬一           | 佐土原武之 | 水野隆宏、河原久美子、森谷春樹、正木優太                       | 佐藤勝行、 | 7月13日       |
| #3   | 前情侶互相招供「你沒有做奇怪的事吧」          | 静原舞香 | 佐藤光敏           | 佐藤光敏   | 崔文澤、江湧                                                   | -          | 7月20日       |
| #4   | 不應該是那樣                                  | 赤尾凸   | 飯田薰久           | 日乃崎好行 | 森谷春樹、水野隆宏、洪範錫                                     |            | 7月27日       |
| #5   | 前情侶外出過夜「不客氣」                      | 赤尾凸   | 青山弘             | 鐮田夏樹   | 河原久美子、正木優太、趙清雲、周志傑                           | 佐藤勝行   | 8月3日        |
| #6   | 前情侶互相較勁「不要把我當笨蛋！！」          | 涼崎     | 石倉敬一           | 佐藤光敏   | 水野隆宏、王家涵、蔣亮、王猛、趙青云、張梅                     |            | 8月10日       |
| #7   | 東頭伊佐奈不知何謂戀愛                        | 静原舞香 | 石倉敬一           | 山內東生雄 | 趙小玲、杭新華、陳峰、俞天翔、崔文澤、江湧、蔣亮、王猛、陳佳慧 | 佐藤勝行、 | 8月17日       |
| #8   | 前情侶處處提防 「我已經被拒絕了，不會怎樣啦」 | 静原舞香 | Royden B           | 松本昌幸   | 森谷春樹、洪範錫、STUDIO MASSKET                               | -          | 8月24日       |
| #9   | 年少輕狂                                      | 静原舞香 | Royden B、高橋雅之 | 佐土原武之 | 河原久美子、正木優太、                                         | -          | 8月31日       |
| #10  | 前情侶抓不到距離感 「怎麼突然變得很見外」     | 杉澤悟   | 日乃崎好行         | 福井洋平   | 水野隆宏、森谷春樹、洪範錫、                                   |            | 9月7日        |
| #11  | 前情侶回老家「是個笑口常開的人」              | 赤尾凸   | 坂田純一           | 南原玖宇   | 水野隆宏、河原久美子、洪範錫、STUDIO MASSKET                   | 9月14日    |               |
| #12  | 初吻宣告                                      | 赤尾凸   | 石倉敬一           | 佐藤光敏   | 水野隆宏、正木優太、洪範錫、Park Hye-Ran                       | 佐藤勝行   | 9月21日       |

### 播映平台
日本深夜動畫：下文記載的日本国内播放時間使用日本標準時間（UTC+9）表示。因為部分時間标识會採用30小时制，因此請留意这类超过24:00的时间，其實際播放時間為翌日清晨。
| 播放日期               | 播放時間（UTC+9）    | 播放電視台 | 播放地區   | 備註             |
| ---------------------- | -------------------- | ---------- | ---------- | ---------------- |
| 2022年7月6日－9月21日  | 星期三 21:00 - 21:30 | AT-X       | 日本全國   | 衞星廣播，有重播 |
| 2022年7月6日－9月21日  | 星期三 24:00 - 24:30 | TOKYO MX   | 東京都     |                  |
| 2022年7月9日－9月24日  | 星期六 24:30 - 25:00 | BS日視     | 日本全國   | 衞星廣播         |
| 2022年7月9日－9月24日  | 星期六 27:08 - 27:38 | 每日放送   | 近畿廣域圈 |                  |
| 2022年7月12日－9月27日 | 星期二 24:00 - 24:30 | BS富士     | 日本全國   | 衞星廣播         |

| 播映地區         | 播映平台 | 播映日期              | 播映時間              | 備註   |
| ---------------- | --- | --------------------- | --------------------- | ------ |
| 亞洲、大洋洲     | Ani-One Asia YouTube頻道 | 2022年7月6日－9月21日 | 星期三 23:00（UTC+8） | [ 72 ] |
| 台灣             | Ani-One 中文官方動畫頻道 YouTube頻道、巴哈姆特動畫瘋、KKTV、Hami Video、中華電信MOD、friDay影音、myVideo、LINE TV、CATCHPLAY+ | 2022年7月6日－9月21日 | 星期三 23:00（UTC+8） | [ 73 ] |
| 香港、澳門、台灣 | bilibili | 2022年7月6日－9月21日 | 星期三 23:00（UTC+8） | [ 74 ] |

## 外部連結
- KAKUYOMU官方網站（日語）
  - 文庫版第1卷前半（日語）
  - 特別短篇（日語）
- 角川Sneaker文庫特設網站（日語）
- 台灣角川官方網站（繁體中文）
  - 【試閱】《繼母的拖油瓶是我的前女友》甜蜜卻又讓人焦急喊救命的戀愛喜劇 - 巴哈姆特電玩資訊站（繁體中文）
- 漫畫官方網站（日語）
- 電視動畫官方網站（日語）
  - 電視動畫官方的X（前Twitter）（日語）